# ボロース・アレーナ
ボロース・アレーナ（Borås Arena）は、スウェーデン・ヴェストラ・イェータランド県ボロースにあるサッカー専用スタジアム。IFエルフスボリがホームスタジアムとして使用している。

## 概要
2005年4月にIFエルフスボリ所有のサッカー専用スタジアムとして開場。この当時に専用スタジアムかつクラブ所有のスタジアムはかなり稀有な存在であり、以後のスウェーデンサッカー界における新スタジアム計画のモデルになっている。
IFエルフスボリが以前まで使用していたリアヴァーレンはこのスタジアムの北側に隣接しており、屋根を両スタジアムで共有している。
こけら落としは2005年4月17日に開催されたIFエルフスボリ対エルグリーテISのアルスヴェンスカンであり、IFエルフスボリが1-0で勝利を飾った。

## ギャラリー

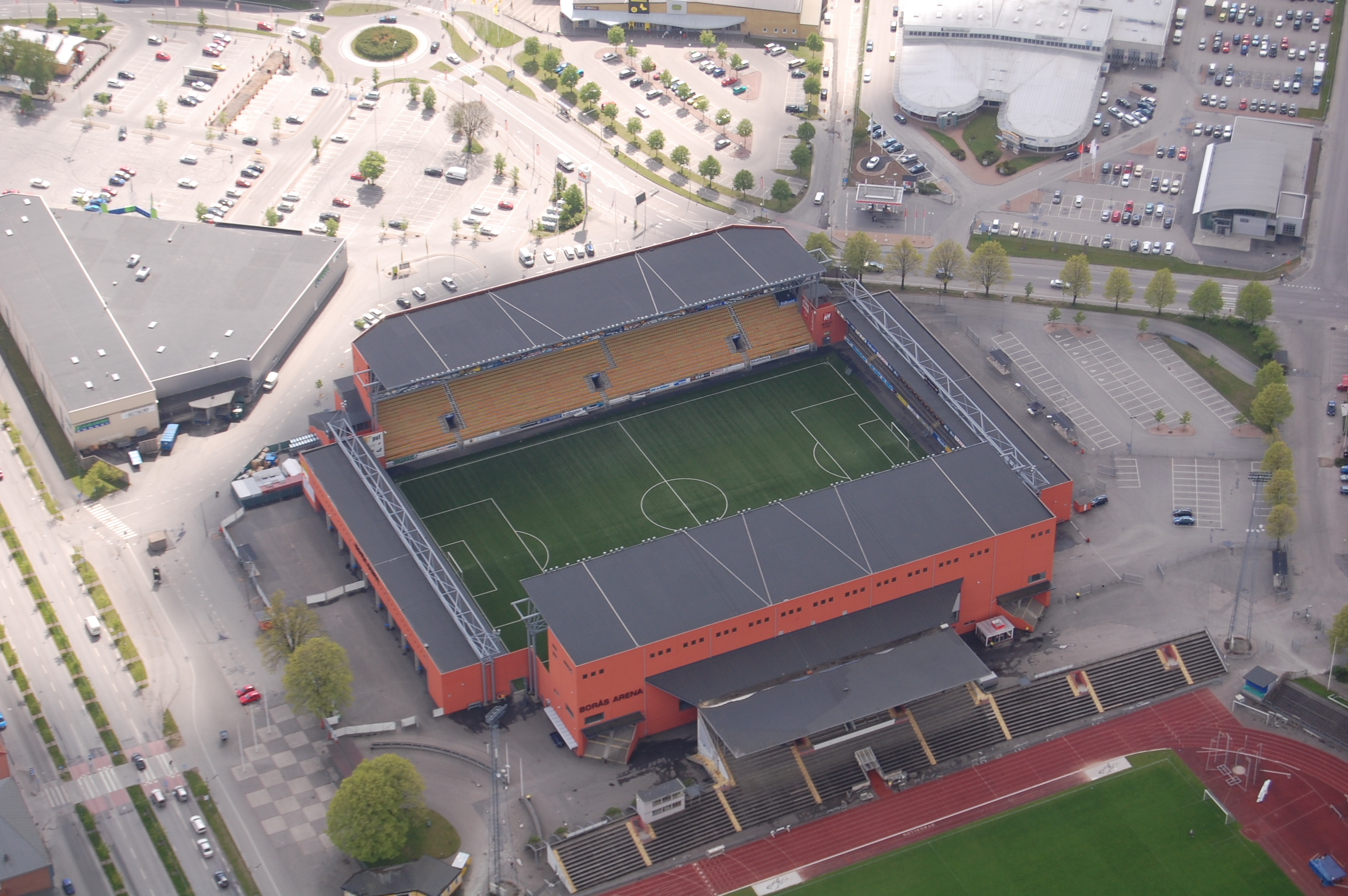
2009年の空撮
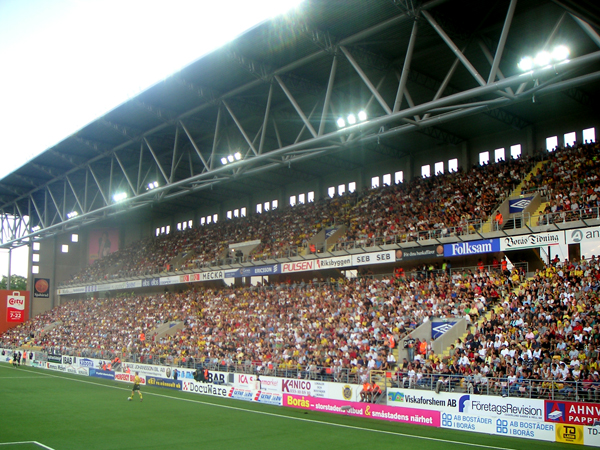
南スタンド
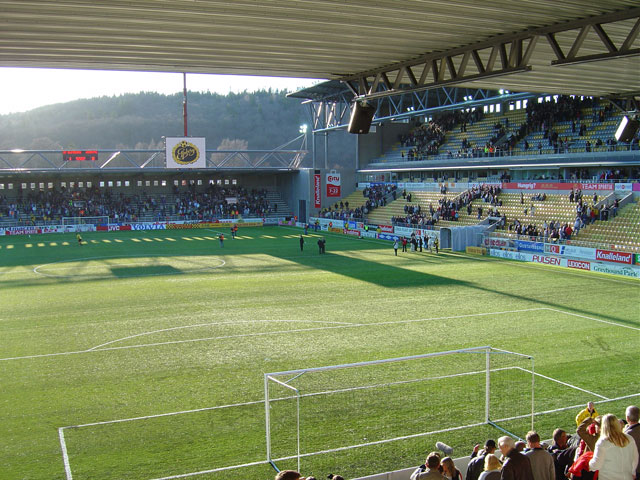
ゴール裏からの眺め